# Ирзе
Ирзе (њем. Irsee) град је у њемачкој савезној држави Баварска. Једно је од 45 општинских средишта округа Осталгој. Према процјени из 2010. у граду је живјело 1.385 становника. Посједује регионалну шифру (AGS) 9777139.

## Географски и демографски подаци
Ирзе се налази у савезној држави Баварска у округу Осталгој. Град се налази на надморској висини од 755 метара. Површина општине износи 17,5 km². У самом граду је, према процјени из 2010. године, живјело 1.385 становника. Просјечна густина становништва износи 79 становника/km².

## Међународна сарадња
| Мјесто | Држава    | Врста сарадње | Од    |
| ------ | --------- | ------------- | ----- |
|        | Француска | партнерство   | 1987. |
| Извор  |           |               |       |